# Iturbide, Santa Cruz Itundujia
Iturbide är en ort i Mexiko.   Den ligger i kommunen Santa Cruz Itundujia och delstaten Oaxaca, i den sydöstra delen av landet, 300 km sydost om huvudstaden Mexico City. Iturbide ligger 1 403 meter över havet och antalet invånare är 126.
Terrängen runt Iturbide är huvudsakligen bergig, men åt nordväst är den kuperad. Runt Iturbide är det ganska glesbefolkat, med 45 invånare per kvadratkilometer. Närmaste större samhälle är Piedra del Tambor, 10,1 km sydost om Iturbide. I omgivningarna runt Iturbide växer huvudsakligen savannskog.